# Глыбов (Речицкий район)
Глыбов (бел. Глы́баў) — деревня в Речицком районе Гомельской области Беларуси. Административный центр Глыбовского сельсовета.

## География

### Расположение
В 16 км на северо-запад от районного центра и железнодорожной станции Речица (на линии Гомель — Калинковичи), 70 км от Гомеля.

### Гидрография
На восточной окраине река Днепр и её пойма. Неподалёку находит река Березина.

## Транспортная сеть
Транспортные связи по просёлочной, затем автомобильной дороге Светлогорск — Речица. Планировка состоит из прямолинейной, близкой к меридиональной ориентации улицы с 2 переулками. Застройка двусторонняя, деревянная, усадебного типа.

## История
Обнаруженные археологами городища милоградской и зарубинецкой культур (на юго-восточной окраине), курганный могильник XII—XIII веков (4 насыпи, на территории современного кладбища), курганный могильник XII века (3 насыпи, в 0,2 км на север от городища) свидетельствуют о заселении этих мест с давних времён.
По письменным источникам известна с XVI века как деревня Глубово в Речицком повете Минского воеводства Великого княжества Литовского.
После 2-го раздела Речи Посполитой (1793 год) в составе Российской империи. Помещик Пестржецкий владел здесь в 1863 году 1076 десятинами, дворянин Крюковский — 303 десятинами, в 1876 году мещанин Воробьёв — 178 десятинами, помещик Троцевский — 110 десятинами, помещик Нагорский — 60 десятинами земли. В 1879 году упоминается в Горвальском церковном приходе. Согласно переписи 1897 года действовал трактир, рядом располагалась одноимённая усадьба. В 1908 году в Горвальской волости Речицкого уезда Минской губернии.
В сентябре 1918 года Горвальский партизанский отряд освободил деревню от немецких войск и установил советскую власть. В начале 1931 года организован колхоз «Красный маяк», работал кирпичный завод. Во время Великой Отечественной войны в июле 1943 года оккупанты полностью сожгли деревню и убили 6 жителей. На фронтах и в партизанской борьбе погибли 33 жителя, память о них увековечивают Курган Славы и мемориальный парк в центре деревни. Согласно переписи 1959 года. Со 2 апреля 1959 года центр Глыбовского сельсовета. В составе совхоза «Подлесье» (центр — деревня Милоград). Работали комбинат бытового обслуживания, средняя школа, Дом культуры, библиотека, детские ясли-сад, музей, фельдшерско-акушерский пункт, столовая, магазин, отделение связи.

## Население

### Численность
- 2004 год — 82 хозяйства, 222 жителя.

### Динамика
- 1850 год — 11 дворов 72 жителя.
- 1897 год — 80 жителей (согласно переписи).
- 1908 год — 11 дворов.
- 1930 год — 31 двор, 159 жителей.
- 1940 год — 64 двора, 336 жителей.
- 1959 год — 232 жителя (согласно переписи).
- 2004 год — 82 хозяйства, 222 жителя.

## Культура
- Агрогородок включён в состав маршрута памяти «По дорогам Великой Отечественной войны на территории Глыбовского сельсовета» (2024). Перед въездом в агрогородок Глыбов размещен стенд с маршрутом и обозначениями, где и в каких населённых пунктах имеются памятник, обелиск, братская могила или воинское захоронение.

## Достопримечательность
- Курган Славы в чествование памяти земляков, погибших в годы Великой Отечественной войны.
- Воинские захоронения.
- Памятник археологии Глыбов — городище и курганные могильники[3]. Городища милоградской и зарубинецкой культур (на юго-восточной окраине Глыбова), курганный могильник XII—XIII веков (4 насыпи, на территории современного кладбища), курганный могильник XII века (3 насыпи, в 0,2 км на север от городища) свидетельствуют о заселении этих мест с давних времён.

## Известные уроженцы
- И. И. Бондаренко — командир партизанской бригады имени П. К. Пономаренко (Гомельской области) во время Великой Отечественной войны.